# Hylopetes alboniger
Hylopetes alboniger е вид бозайник от семейство Катерицови (Sciuridae).